# Jaroslav Babušiak
Jaroslav Babušiak est un skieur alpin slovaque, né le 6 septembre 1984 à Dolný Kubín. Sa discipline de prédilection est le combiné.

## Biographie
Membre du club de ski de Jasná, il fait ses débuts en compétition internationale lors de la saison 1999-2000.
Aux Jeux olympiques d'hiver de 2006, à Turin, il est 45e de la descente, 27e du combiné, 40e du super G et 24e du slalom.
Aux Jeux olympiques d'hiver de 2010, à Vancouver, il est 52e de la descente, 37e du super G, abandonne le super combiné, 44e du slalom géant et 30e du slalom.
Il prend part à quatre éditions des Championnats du monde entre 2005 et 2011, obtenant comme meilleurs résultats deux 19e places en super combiné en 2009 à Val d'Isère et 2011.
19e est aussi son meilleur résultat en Coupe du monde en décembre 2008 au super-combiné de Val d'Isère.
À l'Universiade d'hiver de 2009 à Harbin, il est médaillé d'argent au super G et de bronze en combiné.

Il prend sa retraite sportive en 2012.

## Palmarès

### Jeux olympiques d'hiver
| Épreuve / Édition | Turin 2006 | Vancouver 2010 |
| Descente          | 45e        | 52e            |
| Super G           | 40e        | 37e            |
| Slalom géant      |            | 44e            |
| Slalom            | 24e        | 30e            |
| Combiné           | 27e        | Abandon        |

### Championnats du monde
| Épreuve / Édition | Bormio 2005 | Åre 2007 | Val d'Isère 2009 | Garmisch-Partenkirchen 2011 |
| Slalom géant      | 42e         | 40e      | 38e              | 41e                         |
| Slalom            | 33e         | Abandon  | Abandon          | Abandon                     |
| Super G           | 48e         | 49e      | Abandon          | Abandon                     |
| Combiné           | 26e         | Abandon  | 19e              | 19e                         |

### Coupe du monde
- Meilleur classement général : 127e en 2009.
- Meilleur résultat : 19e.

| Saison/Classement | Général | Général | Combiné | Combiné |
| Saison/Classement | Class.  | Points  | Class.  | Points  |
| ----------------- | ------- | ------- | ------- | ------- |
| 2009              | 127e    | 12      | 36e     | 12      |

### Universiades
- Médaille d'argent du super G en 2009.
- Médaille de bronze du combiné en 2009.